# Walnut (Kansas)
Walnut é uma cidade localizada no estado americano de Kansas, no Condado de Crawford.

## Demografia
Segundo o censo americano de 2000, a sua população era de 221 habitantes.
Em 2006, foi estimada uma população de 218, um decréscimo de 3 (-1.4%).

## Geografia
De acordo com o United States Census Bureau tem uma área de
2,6 km², dos quais 2,6 km² cobertos por terra e 0,0 km² cobertos por água. Walnut localiza-se a aproximadamente 284 m acima do nível do mar.

## Localidades na vizinhança
O diagrama seguinte representa as localidades num raio de 20 km ao redor de Walnut.